# Boophis vittatus
Boophis vittatus är en groddjursart som beskrevs av Glaw, Vences, Andreone och Denis Vallan 200. Boophis vittatus ingår i släktet Boophis och familjen Mantellidae. IUCN kategoriserar arten globalt som livskraftig. Inga underarter finns listade.